# Gabba Island
Gabba Island, auch Gerbar Island, Gebara Island oder Two Brothers Island genannt, ist eine unbewohnte australische Insel im Zentrum des Archipels der Torres-Strait-Inseln. Die nächstgelegene bewohnte Insel Yam liegt 19 km südöstlich.
Die karg bewachsene, felsige Insel ragt stellenweise über 100 Meter aus dem sie umgebenden Saumriff hervor. Gabba Island ist knapp drei Kilometer lang (West nach Ost) und bis zu 1.500 Meter breit.
Zwei Kilometer südlich befinden sich das Mourilyan Reef und, in der schmalen Fahrrinne zwischen dem Riff und Gabba Island, einige für die Schifffahrt gefährliche Felsen.
Verwaltungstechnisch zählt die Insel zu den Central Islands, einer Inselregion im Verwaltungsbezirk Torres Shire von Queensland.